# Laboratorio de Energía Solar Termoeléctrica
Laboratorio de Energía Solar Termoeléctrica é uma estrutura parabólica abandonada perto de El Medano, Tenerife, nas Ilhas Canárias. Foi construído em 2008 para gerar energia solar, mas foi construído sem permissão e foi abandonado em 2009.

## Construção
A estrutura foi concebida por Daniel González e anunciada por volta de 2006. Após uma concessão do Ministério da Indústria em 2007, foi construído em 2008 pela empresa de González, Lysply, para usar energia solar para gerar eletricidade e hidrogênio. Tinha um orçamento de 5 milhões de euros para a primeira fase e a segunda fase teria custado 111 milhões de euros. Seu nome oficial era, em castelhano:  Laboratorio Promocional de Energía Termoeléctrica Solar y Almacenamiento de Energía.
Aa estrutura do prato, com 26 metros de diâmetro, era capaz de rastrear o sol e foi coberta com espelhos para focar luz do sol em uma pequena área onde a energia solar era quimicamente armazenada em metanol. Pretendia-se que fosse uma das três estruturas correspondentes para fins de teste e para aumentar o interesse dos investidores.  Também foi alegado que poderia produzir cristais de sílica.

## Abandono e decadência

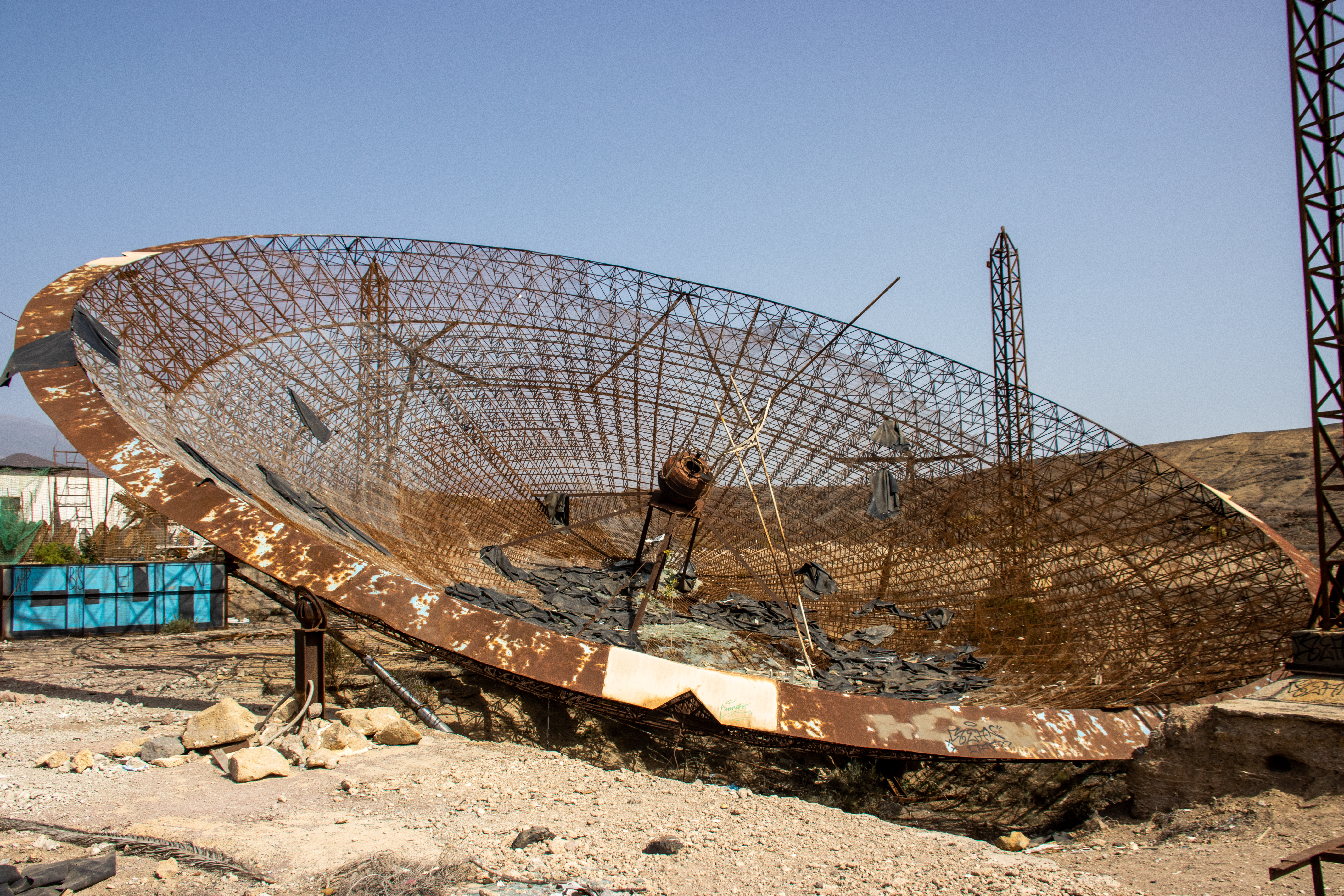
O prato, em 2020

A estrutura foi construída em terrenos rurais sem licença de planejamento urbano, próximo a residências em El Médano e em uma área protegida.  Além disso, houve reclamações sobre o armazenamento de metanol no local.  Depois que o local foi fechado três vezes, as obras pararam em 2009 e a estrutura foi abandonada. Um processo judicial subsequente da empresa contra o estado e o governo das Ilhas Canárias, buscando € 50 milhões por dia desde o fechamento do local em 9 de fevereiro de 2009 devido a uma perda alegada de € 40 milhões, foi rejeitado em 2013.
A estrutura é conhecida localmente como 'Parabólica'. A estrutura está abandonada, sem planos de removê-la, e o local agora é popular entre os fotógrafos de espaços abandonados.